# Gandlahalli, Srinivaspur
Gandlahalli là một làng thuộc tehsil Srinivaspur, huyện Kolar, bang Karnataka, Ấn Độ.